# アスクレウス山
アスクレウス山（アスクレウスさん、英: Ascraeus Mons）は、火星赤道近辺のタルシス台地にあるタルシス三山のうちもっとも北にある火山。パヴォニス山が南にあり、その南にはアルシア山がある。太陽系最大の火山オリンポス山はこの北西にある。
火星で二番目に高い山であり、火星の標高基準面より18.1kmの高さがある。山頂の気圧は0.8hPaになる。裾野の直径は460km。比較的滑らかな溶岩からなる。